# Zezé (basquetebolista)
Maria José Bertolotti (São Paulo, 30 de abril de 1966), também conhecida apenas como Zézé, é uma jogadora de basquete brasileira. Ela competiu no torneio feminino nos Jogos Olímpicos de Verão de 1992, realizados em Barcelona, na Espanha, onde o Brasil terminou na 7.ª colocação. Também disputou o Campeonato Mundial de 1986, onde a Seleção Brasileira terminou em 11.º lugar.